# Arcyptera fusca
Arcyptera fusca is een rechtvleugelig insect uit de familie veldsprinkhanen (Acrididae). De wetenschappelijke naam van deze soort is voor het eerst geldig gepubliceerd in 1773 door Pallas.

## Leefwijze
Deze soort produceert een heel hoog geluid, dat bestaat uit meerdere korte tonen met een tussenpauze van 3 seconden. Het mannetje kan vliegen, het vrouwtje niet.

## Verspreiding en leefgebied
De soort komt voor in de bergweiden van de Alpen en de Pyreneeën.